# イミゴンゴ

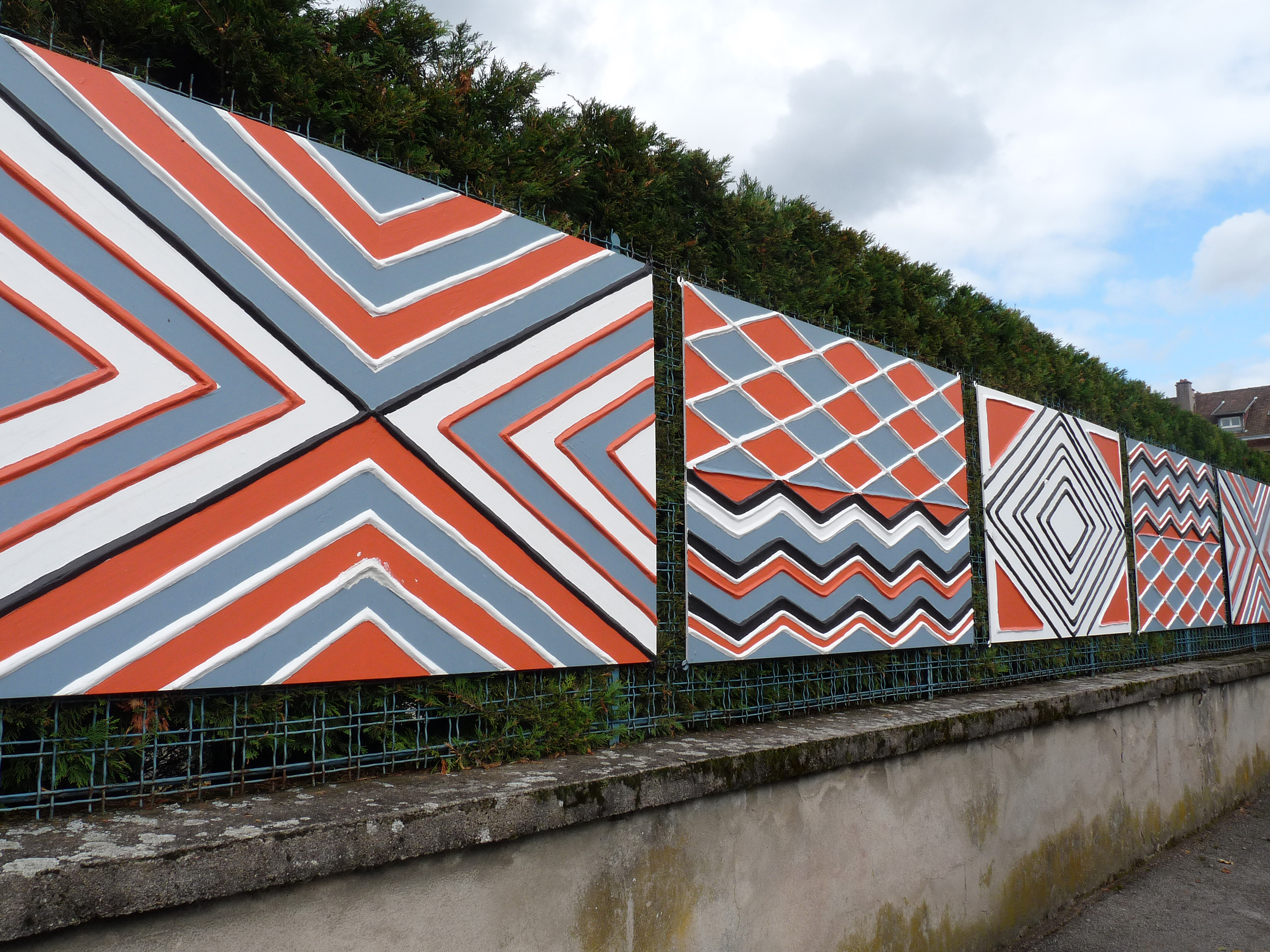
2011年（平成23年）にフランスのサン＝ディエ＝デ＝ヴォージュで開催された国際地理フェスティバルで展示されたイミゴンゴのアート（2011年10月7日撮影）

イミゴンゴ（ルワンダ語:Imigongo、Kinyarwanda:発音: [i.mí.ɡôː.ŋɡo]）は、ルワンダで人気があり、伝統的に女性たちによって牛糞を用いて製作されてきた伝統工芸品である。黒・白・赤を基調とし、螺旋状や幾何学模様を壁や陶器・キャンバスに描くのが一般的である。

## 概要
イミゴンゴは、牛糞を木の板に貼り付けて螺旋状や幾何学模様を描いたものである。牛糞に灰を混ぜてバクテリアと臭いを除去し、乾燥させ固めた後、有機物で作られた顔料で装飾を施す。伝統的な色は黒色・白色・赤色・灰色・ベージュ色・黄色だが、他の色を使うことも増えている。
イミゴンゴの絵は、もともと18世紀にキブンゴで「魔法の装飾」として小屋の壁面に描かれていたものである。
また、1800年代にニャルブイェ地方にあったギサカ王国の王子カキラが、室内装飾として発明したという伝承がある。
1994年（平成6年）に発生したルワンダ虐殺（およびニャルブイェ大虐殺）で、その技術はほとんど失われてしまった。しかし、東部州のキレヘに近いルスモにある女性協同組合が、このルワンダ独自の芸術を救い、復活させた。伝統的には幾何学的なデザインだが、女性アーティストたちが自信を高めるにつれて、ルワンダの風景や動植物、人々の精神を伝える、より現代的で革新的なイメージの製作にも挑戦し始めている。

## Gallery

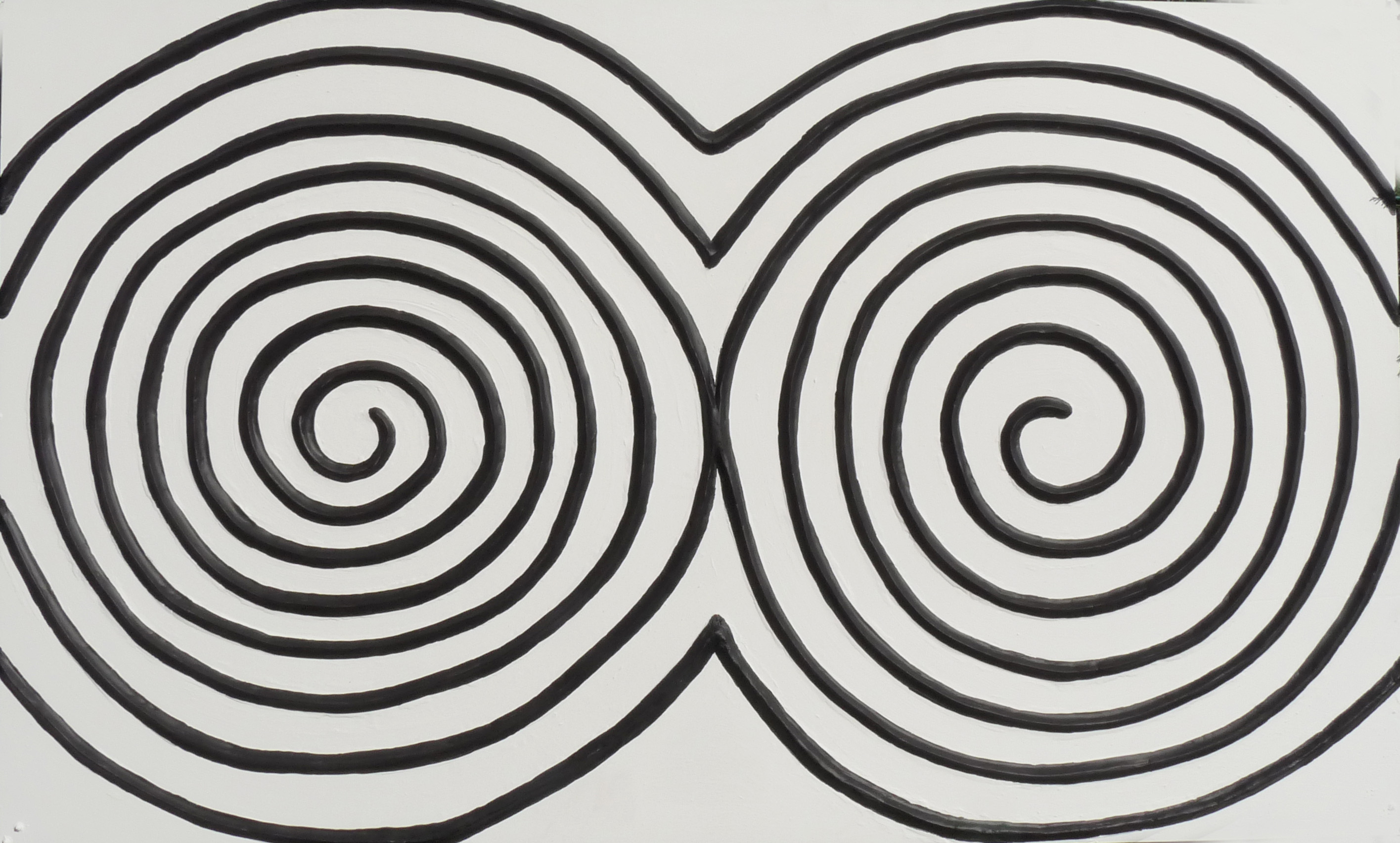
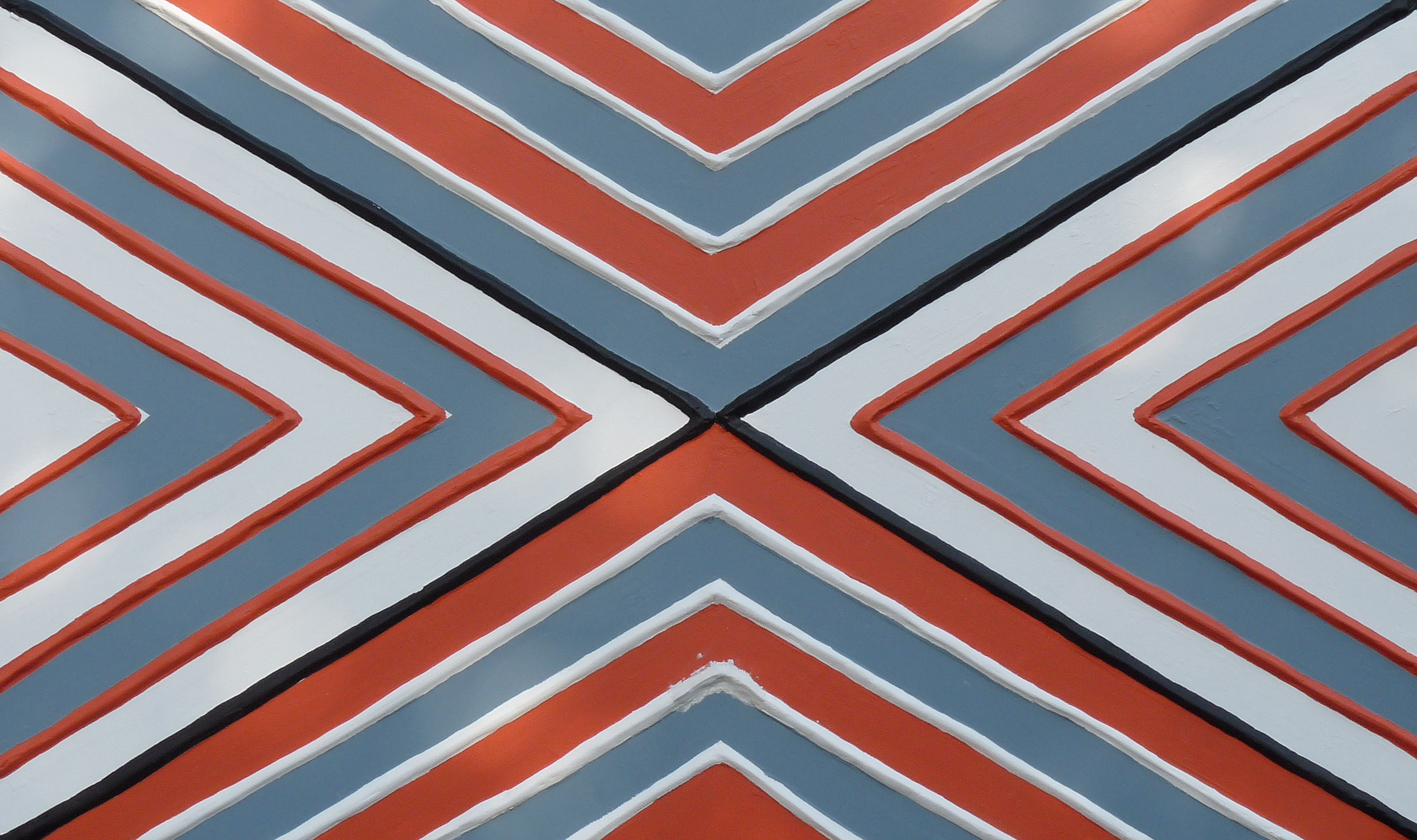
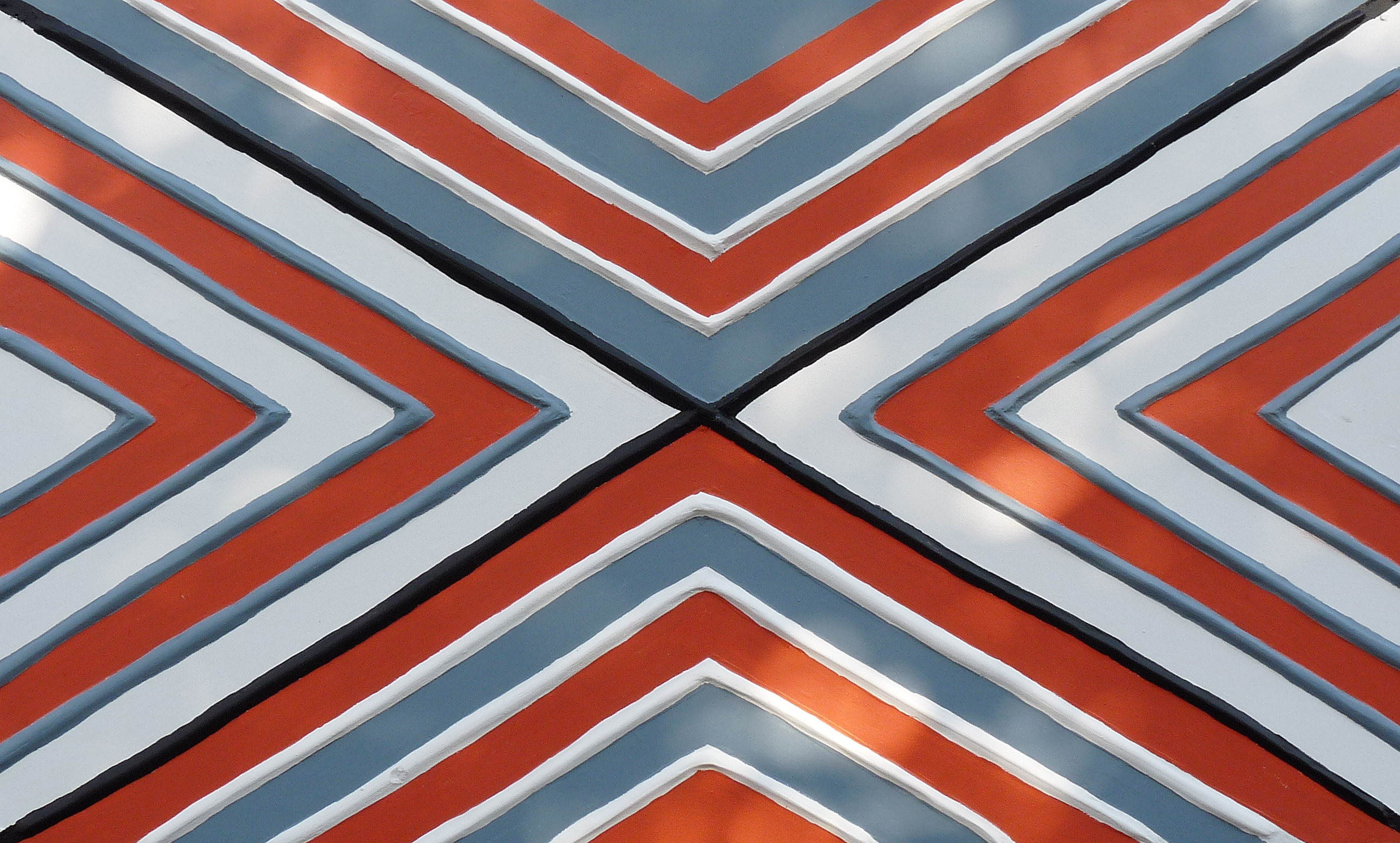
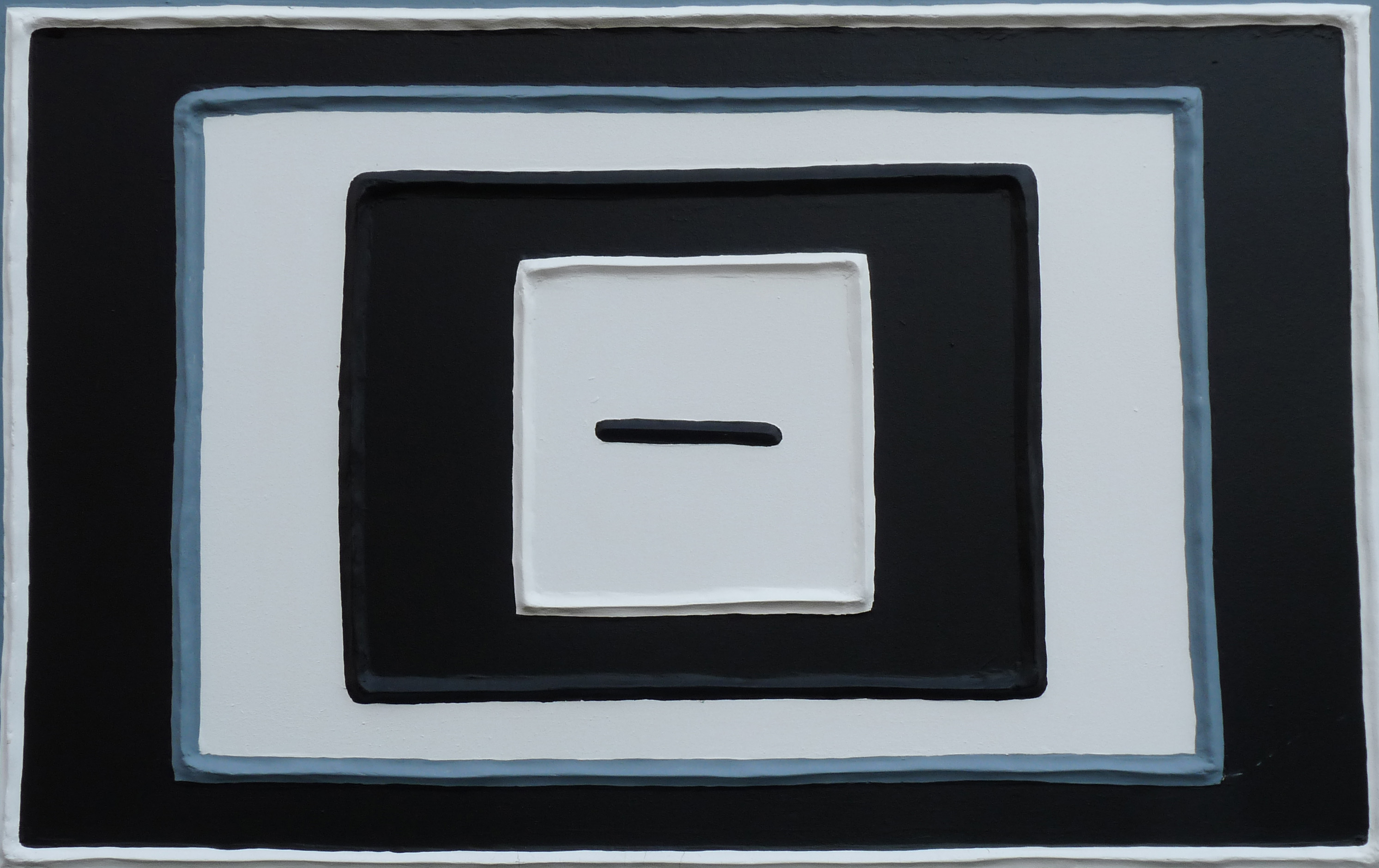
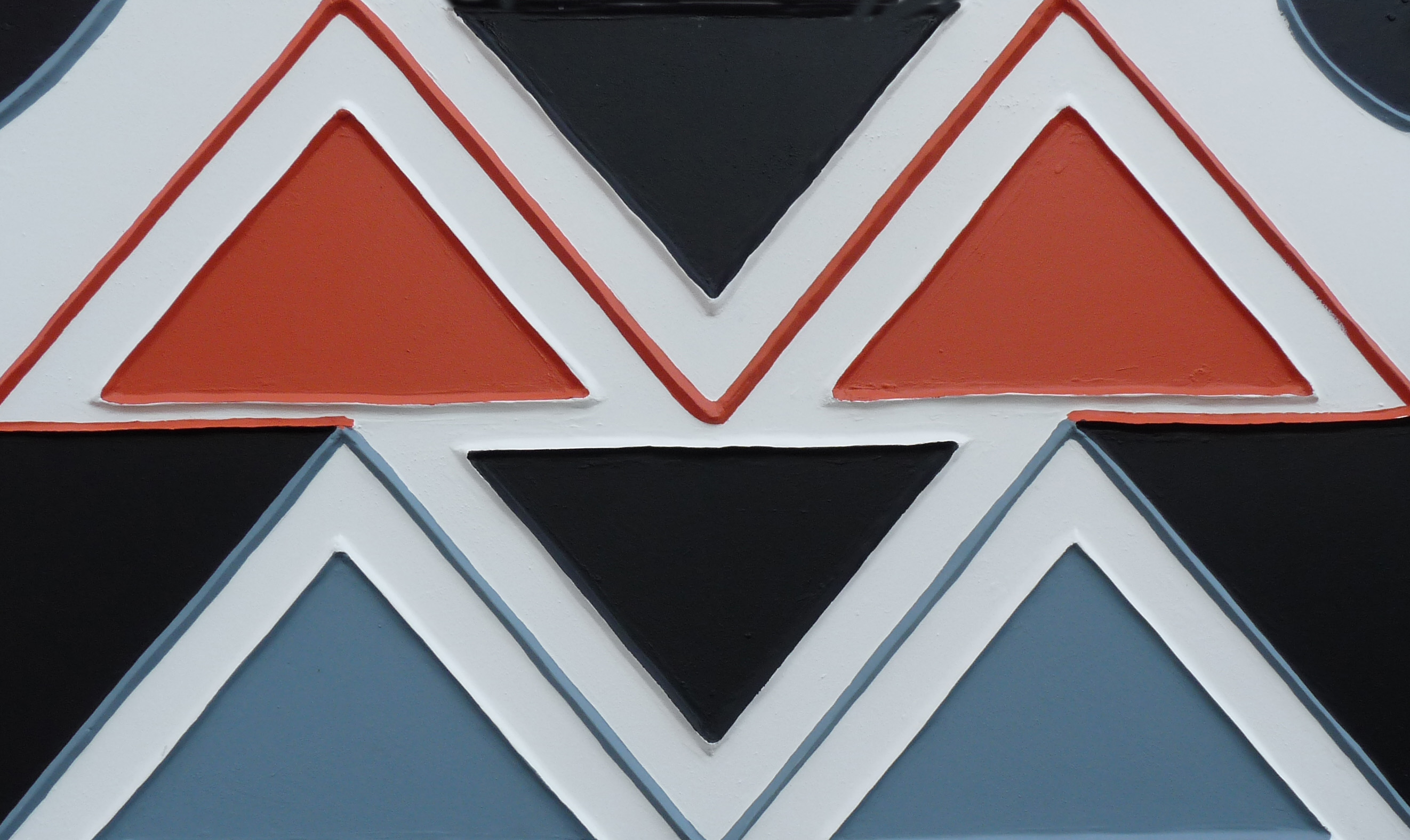
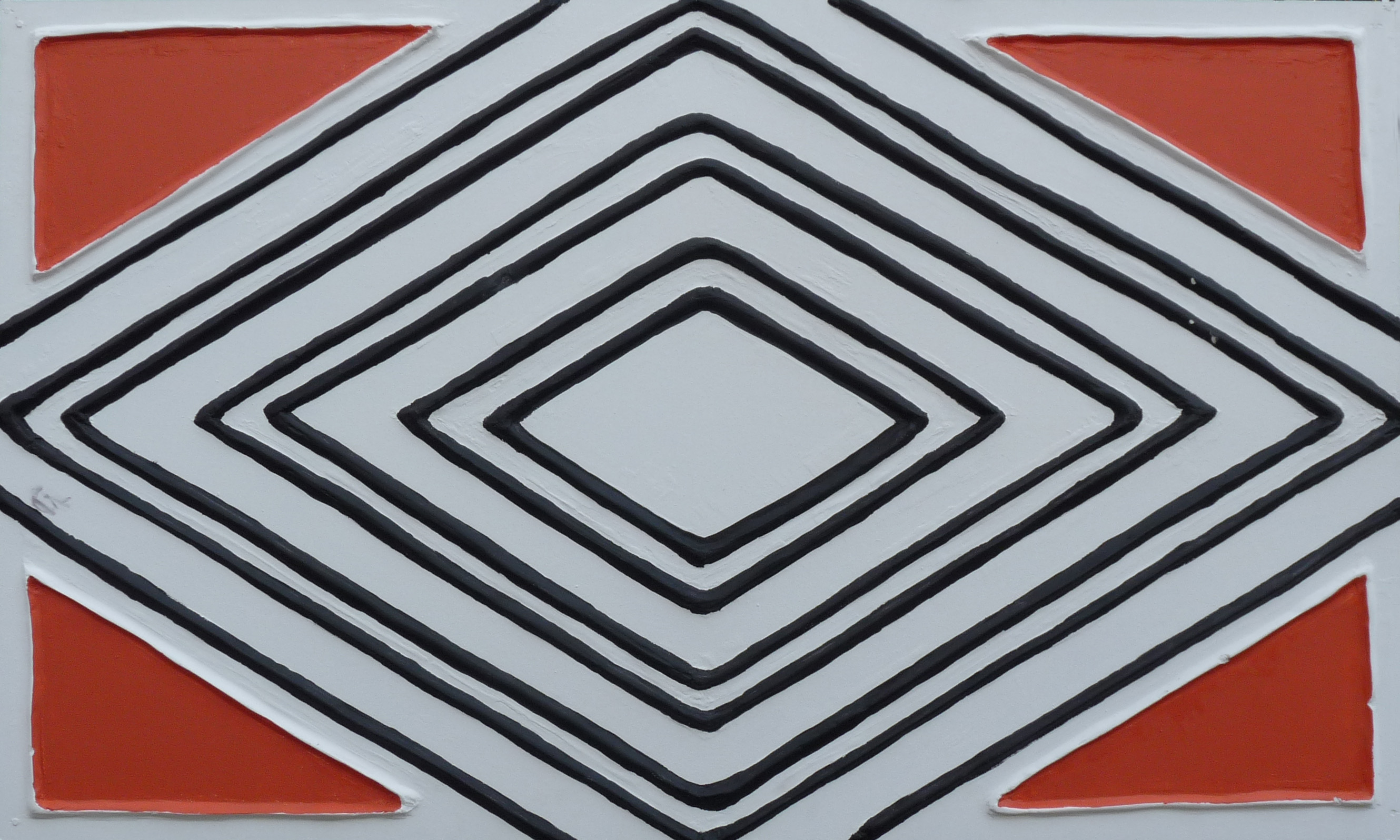
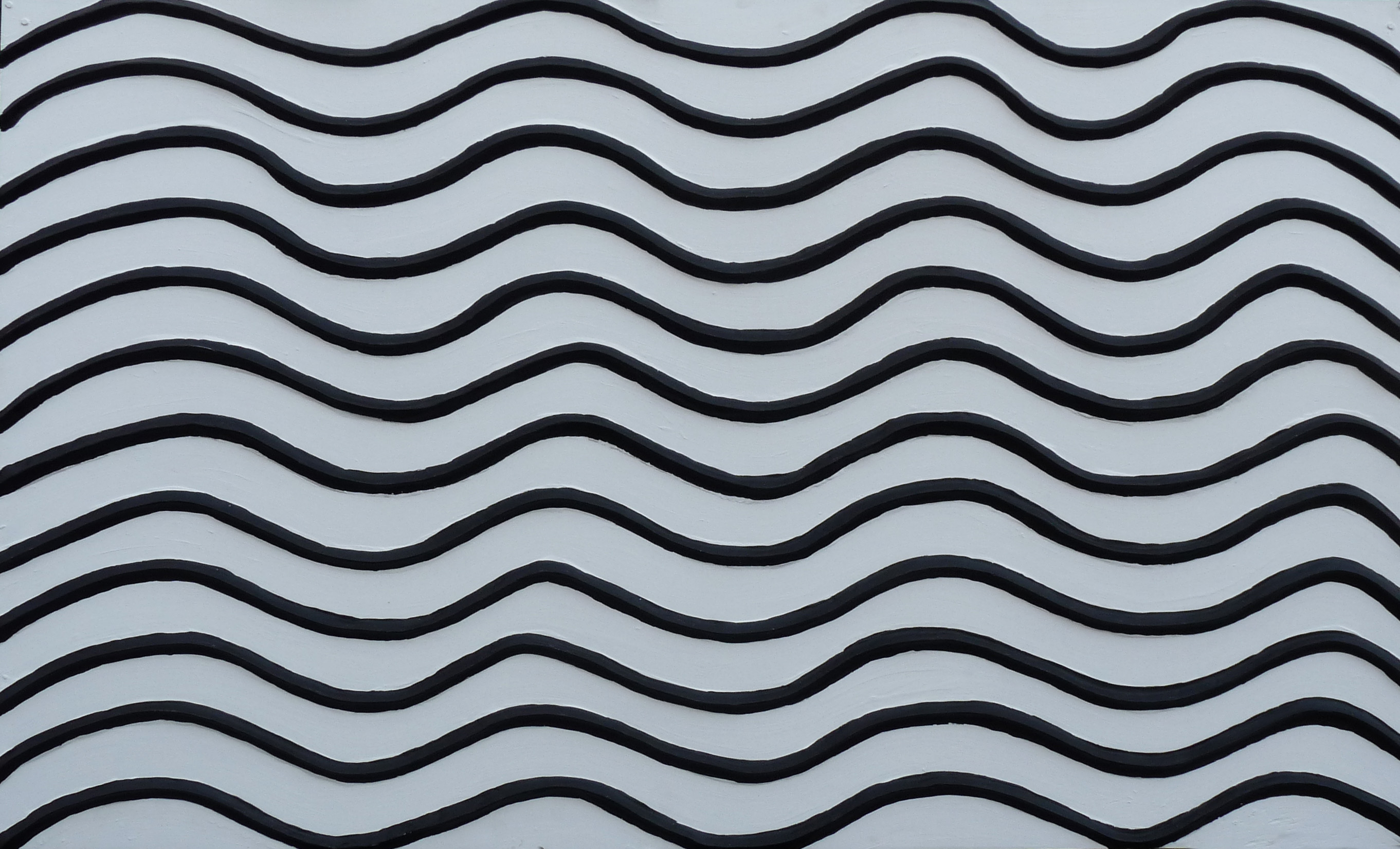
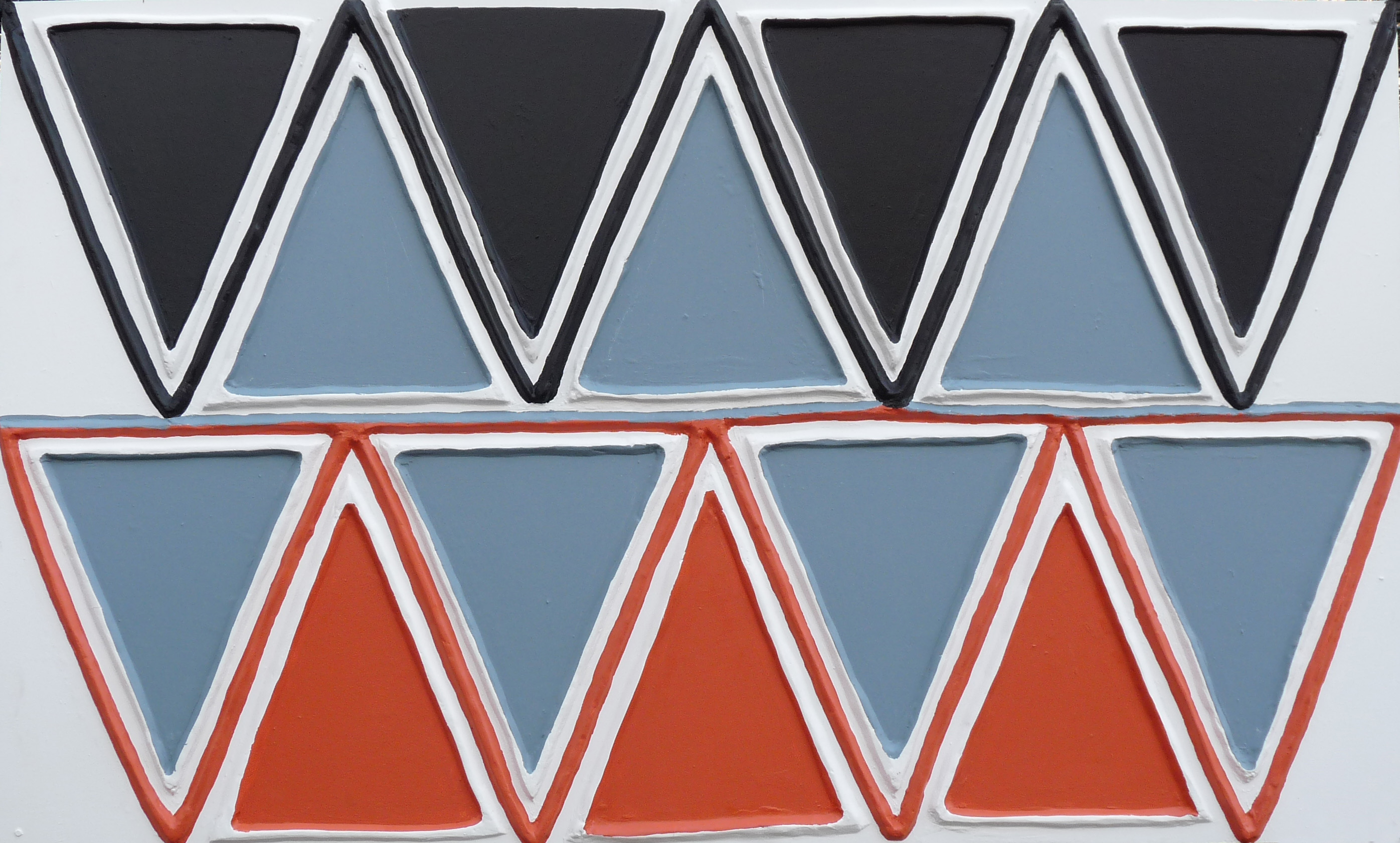
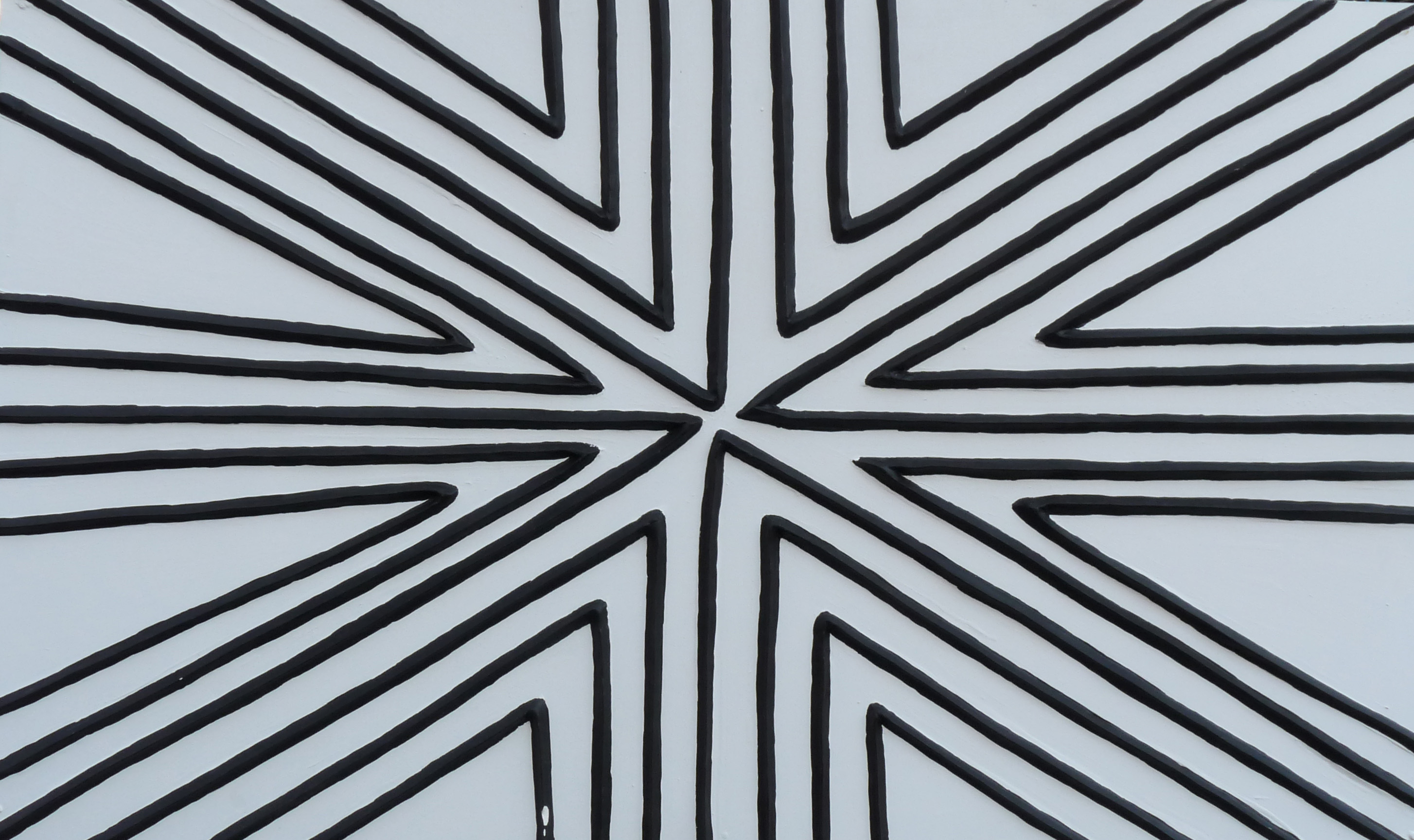